# Maria Antònia Batlle i Andreu
Maria Antònia Batlle i Andreu   (Lloret de Mar, 1973) és una empresària, regidora de Lloret de Mar i diputada al Parlament de Catalunya (13a legislatura) per Junts per Catalunya.
Llicenciada en dret per la Universitat Autònoma de Barcelona, amb un postgrau de dret immobiliari i urbanístic. Empresària del sector turístic a Lloret de Mar va ser regidora de Promoció Cultural, Festes i Joventut de l'Ajuntament de Lloret de Mar (legislatura 2007-2011).